# 埃爾南西托
埃爾南西托（西班牙語：El Nancito），是巴拿馬的城鎮，位於該國西部，由奇里基省的雷梅迪奧斯區負責管轄，面積35.4平方公里，海拔高度250米，2010年人口607，人口密度每平方公里17.1人。